# 斯韦德鲁运动体育场
斯韦德鲁运动体育场是一座位於迦納斯韦德鲁的體育場，用途多為舉行足球比賽，為鋼巴全黑的主場，約可容納5,000人。2005年，加纳广播公司的一位体育主播认为场馆设施状况不佳，呼吁加纳足球协会停止使用该场馆。加纳足球甲级联赛2017至2018赛季中，橡树之心将该场馆作为主场。